# Ryotaro Meshino
Ryotaro Meshino (食野 亮太郎, Meshino Ryōtarō), né le 18 juin 1998 à Izumisano au Japon, est un footballeur japonais. Il évolue au poste d'attaquant au Gamba Osaka.

## Biographie

### Gamba Osaka
Natif d'Izumisano au Japon, Ryotaro Meshino est formé par l'un des clubs de sa région, le Gamba Osaka. Il joue son premier match en équipe première le 8 avril 2018, à l'occasion d'une rencontre de J. League 1 contre le Vissel Kobe. Ce jour-là, il est titulaire au poste d'ailier gauche, et son équipe s'incline sur le score de un but à zéro. Le 9 mai 2018, il inscrit son premier but en professionnel, lors d'une victoire de son équipe en J.League Cup face à Sanfrecce Hiroshima (2-3). Un an plus tard, le 11 mai 2019, Meshino inscrit son premier but en championnat lors d'une défaite de son équipe contre Sagan Tosu (3-1).

### Heart of Midlothian
Le 9 août 2019, Ryotaro Meshino s'engage en faveur de Manchester City, mais il est prêté dans la foulée le 30 août suivant à Heart of Midlothian, en Écosse, pour la saison 2019-2020. Il joue son premier match sous ses nouvelles couleurs le lendemain, alors que son équipe affronte l'Hamilton Academical. Il entre au jeu en cours de partie ce jour-là, et son équipe fait match nul (2-2). Meshino inscrit son premier but avec son nouveau club dès son deuxième match, le 14 septembre 2019, face au Motherwell FC en championnat. Il entre au jeu en cours de partie ce jour-là, et se voit impliqué sur les deux buts de son équipe, en étant buteur donc, mais également en délivrant une passe décisive. Cela ne suffit cependant pas pour remporter le match, Hearts étant finalement battu (2-3).

### Rio Ave
Le 1er septembre 2020, Ryotaro Meshino est prêté une saison au Portugal, au club du Rio Ave FC. Il se fait remarquer dès son premier match avec sa nouvelle équipe, le 20 septembre 2020 contre le CD Tondela en inscrivant son premier but, lors d'une rencontre de championnat. Entré au jeu en fin de partie alors que son équipe est menée d'un but, il permet aux siens d'obtenir le point du match nul (1-1 score final). Il est retourné à Manchester City à la fin de la saison 2020-21.

### Estoril
En juillet 2021, Meshino est retourné au Portugal, rejoignant le club de Primeira Liga Estoril sous forme de prêt pour la saison.
Meshino marque son premier but pour Estoril lors de son premier match pour le club, le 7 août 2021 contre le FC Arouca, lors de la première journée de la saison 2021-2022. Il entre en jeu et participe à la victoire de son équipe (0-2 score final).

### Retour au Gamba Osaka
Le 8 juillet 2022, Ryotaro Meshino fait son retour dans le club de ses débuts, le Gamba Osaka.